# Notoncus capitatus
Notoncus capitatus é uma espécie de formiga do gênero Notoncus, pertencente à subfamília Formicinae.